# Freyming-Merlebach
Freyming-Merlebach és un municipi francès, situat al departament del Mosel·la i a la regió del Gran Est. L'any 2007 tenia 13.356 habitants.

## Demografia

### Població
El 2007 la població de fet de Freyming-Merlebach era de 13.356 persones. Hi havia 5.564 famílies, de les quals 1.950 eren unipersonals (750 homes vivint sols i 1.200 dones vivint soles), 1.569 parelles sense fills, 1.543 parelles amb fills i 502 famílies monoparentals amb fills.
La població ha evolucionat segons el següent gràfic:
Habitants censats

### Habitatges
El 2007 hi havia 6.397 habitatges, 5.716 eren l'habitatge principal de la família, 32 eren segones residències i 650 estaven desocupats. 2.916 eren cases i 3.408 eren apartaments. Dels 5.716 habitatges principals, 2.182 estaven ocupats pels seus propietaris, 2.776 estaven llogats i ocupats pels llogaters i 758 estaven cedits a títol gratuït; 256 tenien una cambra, 580 en tenien dues, 1.171 en tenien tres, 1.796 en tenien quatre i 1.913 en tenien cinc o més. 3.917 habitatges disposaven pel capbaix d'una plaça de pàrquing. A 2.859 habitatges hi havia un automòbil i a 1.533 n'hi havia dos o més.

### Piràmide de població
La piràmide de població per edats i sexe el 2009 era:
| Homes | Edats   | Dones |
| ----- | ------- | ----- |
| 4     | 95 o +  | 12    |
| 20    | 90 a 94 | 36    |
| 48    | 85 a 89 | 148   |
| 112   | 80 a 84 | 176   |
| 204   | 75 a 79 | 416   |
| 288   | 70 a 74 | 476   |
| 320   | 65 a 69 | 384   |
| 392   | 60 a 64 | 392   |
| 352   | 55 a 59 | 344   |
| 432   | 50 a 54 | 456   |
| 612   | 45 a 49 | 552   |
| 568   | 40 a 44 | 584   |
| 456   | 35 a 39 | 532   |
| 452   | 30 a 34 | 372   |
| 448   | 25 a 29 | 508   |
| 344   | 20 a 24 | 344   |
| 500   | 15 a 19 | 496   |
| 500   | 10 a 14 | 508   |
| 444   | 5 a 9   | 492   |
| 356   | 0 a 4   | 372   |

## Economia
El 2007 la població en edat de treballar era de 8.411 persones, 4.951 eren actives i 3.460 eren inactives. De les 4.951 persones actives 3.947 estaven ocupades (2.242 homes i 1.705 dones) i 1.004 estaven aturades (466 homes i 538 dones). De les 3.460 persones inactives 1.123 estaven jubilades, 775 estaven estudiant i 1.562 estaven classificades com a «altres inactius».

### Ingressos
El 2009 a Freyming-Merlebach hi havia 5.838 unitats fiscals que integraven 13.583 persones, la mediana anual d'ingressos fiscals per persona era de 14.400,5 €.

### Activitats econòmiques
Dels 597 establiments que hi havia el 2007, 15 eren d'empreses extractives, 11 d'empreses alimentàries, 16 d'empreses de fabricació d'altres productes industrials, 68 d'empreses de construcció, 151 d'empreses de comerç i reparació d'automòbils, 13 d'empreses de transport, 67 d'empreses d'hostatgeria i restauració, 5 d'empreses d'informació i comunicació, 34 d'empreses financeres, 32 d'empreses immobiliàries, 49 d'empreses de serveis, 81 d'entitats de l'administració pública i 55 d'empreses classificades com a «altres activitats de serveis».
Dels 161 establiments de servei als particulars que hi havia el 2009, 1 era una comissaria de policia, 1 oficina d'administració d'Hisenda pública, 2 oficines de correu, 9 oficines bancàries, 5 funeràries, 11 tallers de reparació d'automòbils i de material agrícola, 1 establiment de lloguer de cotxes, 2 autoescoles, 17 paletes, 8 guixaires pintors, 3 fusteries, 11 lampisteries, 8 electricistes, 2 empreses de construcció, 22 perruqueries, 1 veterinari, 1 agència de treball temporal, 37 restaurants, 7 agències immobiliàries, 3 tintoreries i 9 salons de bellesa.
Dels 77 establiments comercials que hi havia el 2009, 1 era, 6 supermercats, 2 grans superfícies de material de bricolatge, 1 una gran superfície de material de bricolatge, 1 una botiga de més de 120 m², 12 fleques, 6 carnisseries, 1 una botiga de congelats, 1 una peixateria, 21 botigues de roba, 1 una botiga de roba, 3 sabateries, 6 botigues d'electrodomèstics, 3 botigues de mobles, 2 drogueries, 2 perfumeries, 1 una perfumeria i 7 floristeries.

## Equipaments sanitaris i escolars
El 2009 hi havia 1 hospital de tractaments de curta durada, 1 hospital de tractaments de mitja durada (seguiment i rehabilitació, 1 un hospital de tractaments de llarga durada, 1 psiquiàtric, 3 centres de salut, 5 farmàcies i 6 ambulàncies.
El 2009 hi havia 6 escoles maternals i 5 escoles elementals. A Freyming-Merlebach hi havia 3 col·legis d'educació secundària, 2 liceus d'ensenyament general i 2 liceus tecnològics. Als col·legis d'educació secundària hi havia 761 alumnes, als liceus d'ensenyament general n'hi havia 305 i als liceus tecnològics 610.
Freyming-Merlebach disposava d'un centre de formació no universitària superior de formació sanitària.

## Poblacions més properes
El següent diagrama mostra les poblacions més properes.